# Езекил Лешочки
Езекил Лешочки е духовник, игумен на Лешочкия манастир в Тетовско в края на XIX век.

## Биография
Роден е в тетовското село Глоги. Учи в килийното училище в Лешочкия манастир, а по-късно става йеромонах в Хилендар. От 1878 до 1898 година е игумен на Лешочкия манастир, като допринася за икономическото му замогване. Проповядва македонистки идеи. Според Александър Ритих е убит от активисти на ВМОРО или екзархийски агитатори на 17 юни 1898 година. Според други източници е убит от турците по нареждане на местен паша от Ратае. Според Централния клуб на организацията на османските сърби от Скопие, той е техен убит активист.